# 브라시카 올레라케아
브라시카 올레라케아(Brassica oleracea)는 남유럽과 서유럽의 해안에서 자생하는 배추속 식물이다. 야생의 브라시카 올레라케아는 이년생 식물이다.

## 품종
브라시카 올레라케아는 수천년 간 재배되어 왔다. 브라시카 올레라케아는 여러 가지 품종군으로 나뉜다.
- B. oleracea 'Acephala' 그룹 - 콜라드
- B. oleracea 'Alboglabra' 그룹 - 가이란
- B. oleracea 'Botrytis' 그룹 - 콜리플라워
- B. oleracea 'Capitata' 그룹 - 양배추, 적채
- B. oleracea 'Gemmifera' 그룹 - 방울다다기
- B. oleracea 'Gongylodes' 그룹 - 콜라비
- B. oleracea 'Italica' 그룹 - 브로콜리
- B. oleracea 'Sabauda' 그룹 - 사보이양배추
- B. oleracea 'Sabellica' 그룹 - 꽃양배추
- B. oleracea 'Viridis' 그룹 - 케일